# بحيرة هاردالسجون
بحيرة هاردالسجون  هي بحيرة تقع في بلديات هوردال، أيدسفول ونانستاد في مقاطعة آكرشوس، النرويج.